# Een geslachte os (Carel Fabritius)
Een geslachte os is een schilderij uit het atelier van Rembrandt van Rijn uit ca. 1642-1643, dat wordt toegeschreven aan Carel Fabritius.
Het portret behoort tot een kleine groep schilderijen die vroeger op naam van Rembrandt stonden, maar volgens het Rembrandt Research Project eerder jeugdwerken van Carel Fabritius lijken te zijn. De schilderijen zijn variaties op originele werken van Rembrandt. Stilistisch en qua lichtval heeft Fabritius zich in dit geval waarschijnlijk gebaseerd door Rembrandts werk uit de jaren 1639-1640. Het Rembrandt Research Project noemt Een dode roerdomp als mogelijke inspiratiebron. De toeschrijving aan Fabritius is vooral gebaseerd op de overeenkomsten met de iets latere historiestukken Mercurius en Argus en Mercurius en Aglauros.
In de boedelinventaris die in 1643 is opgemaakt na de dood van Fabritius' eerste echtgenote, komen twee schilderijen van geslagen varkens voor, die waarschijnlijk door Fabritius zijn gemaakt. Van zijn broer Barent zijn enkele schilderijen met dit onderwerp bewaard gebleven. Dit is een aanwijzing dat dergelijke stukken populair waren in zijn omgeving. Het Louvre in Parijs bezit een originele Rembrandt van Een geslachte os, maar dit is een later schilderij uit 1655.

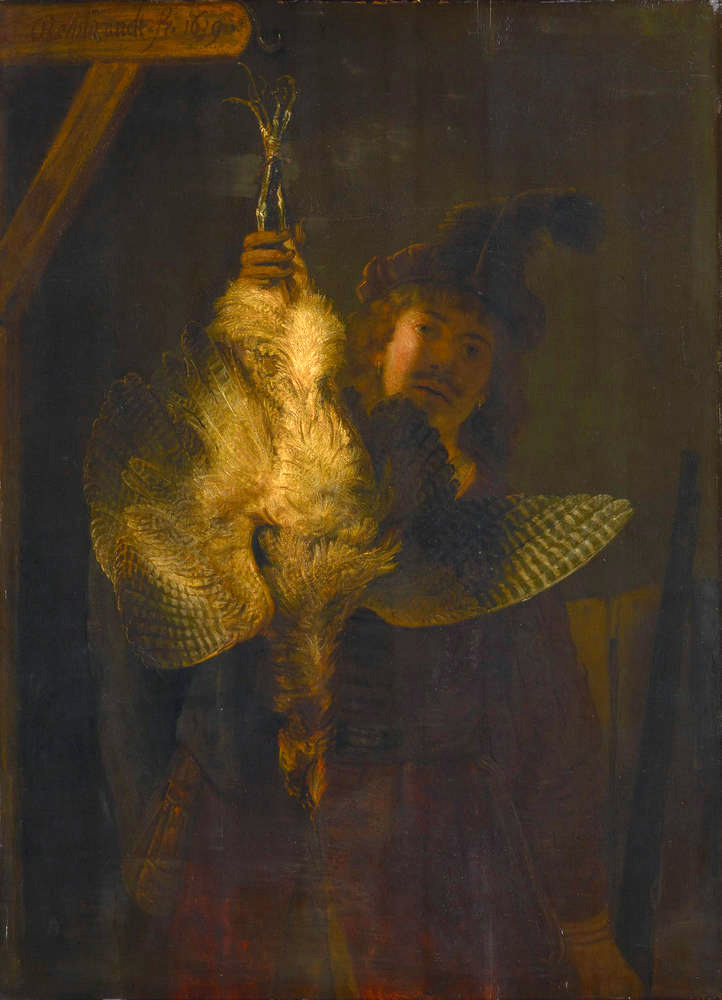
Rembrandt, Een dode roerdomp, 1639, Gemäldegalerie Alte Meister, Dresden
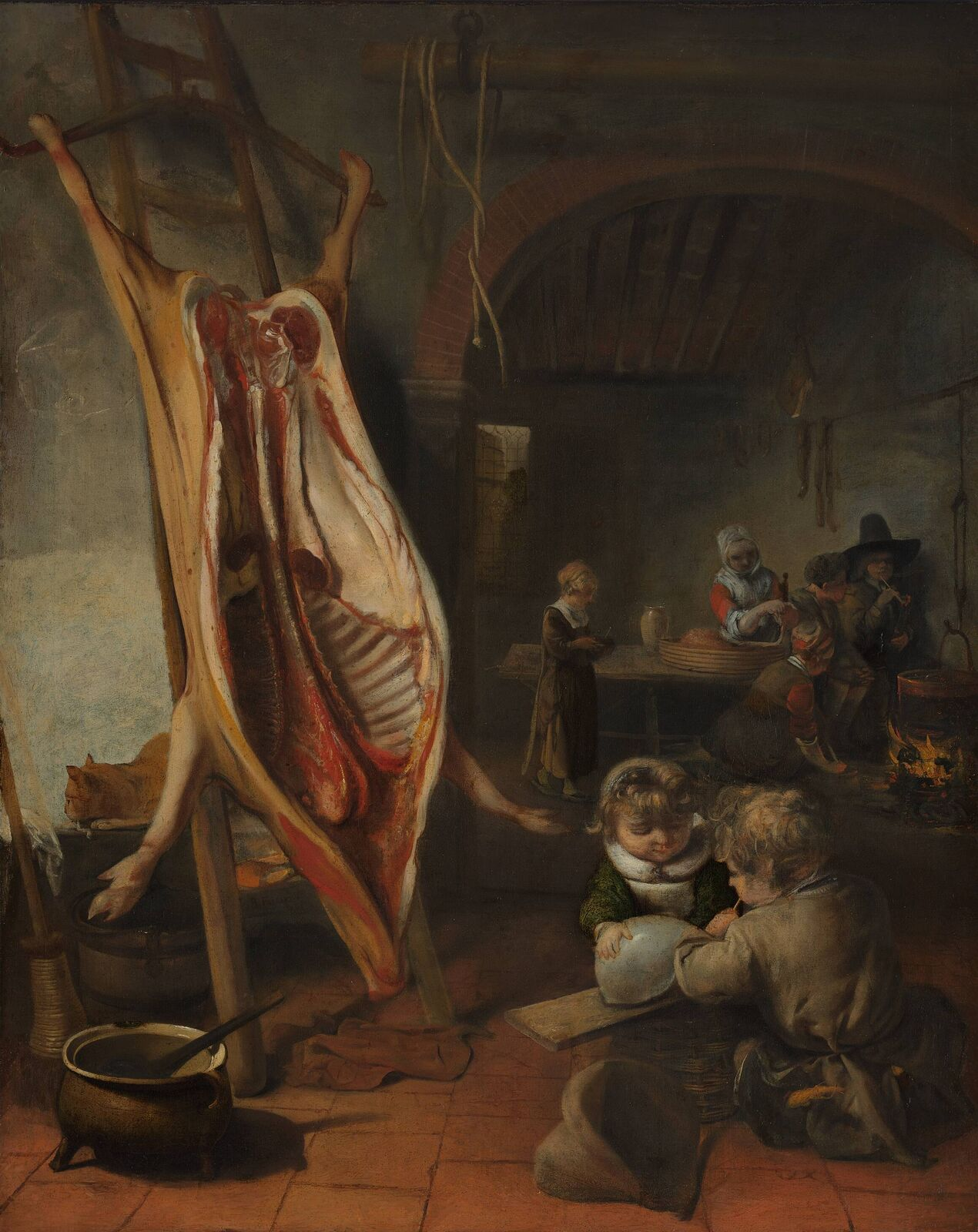
Barent Fabritius, Het varken op de leer, 165(2?), Museum Boijmans Van Beuningen, Rotterdam
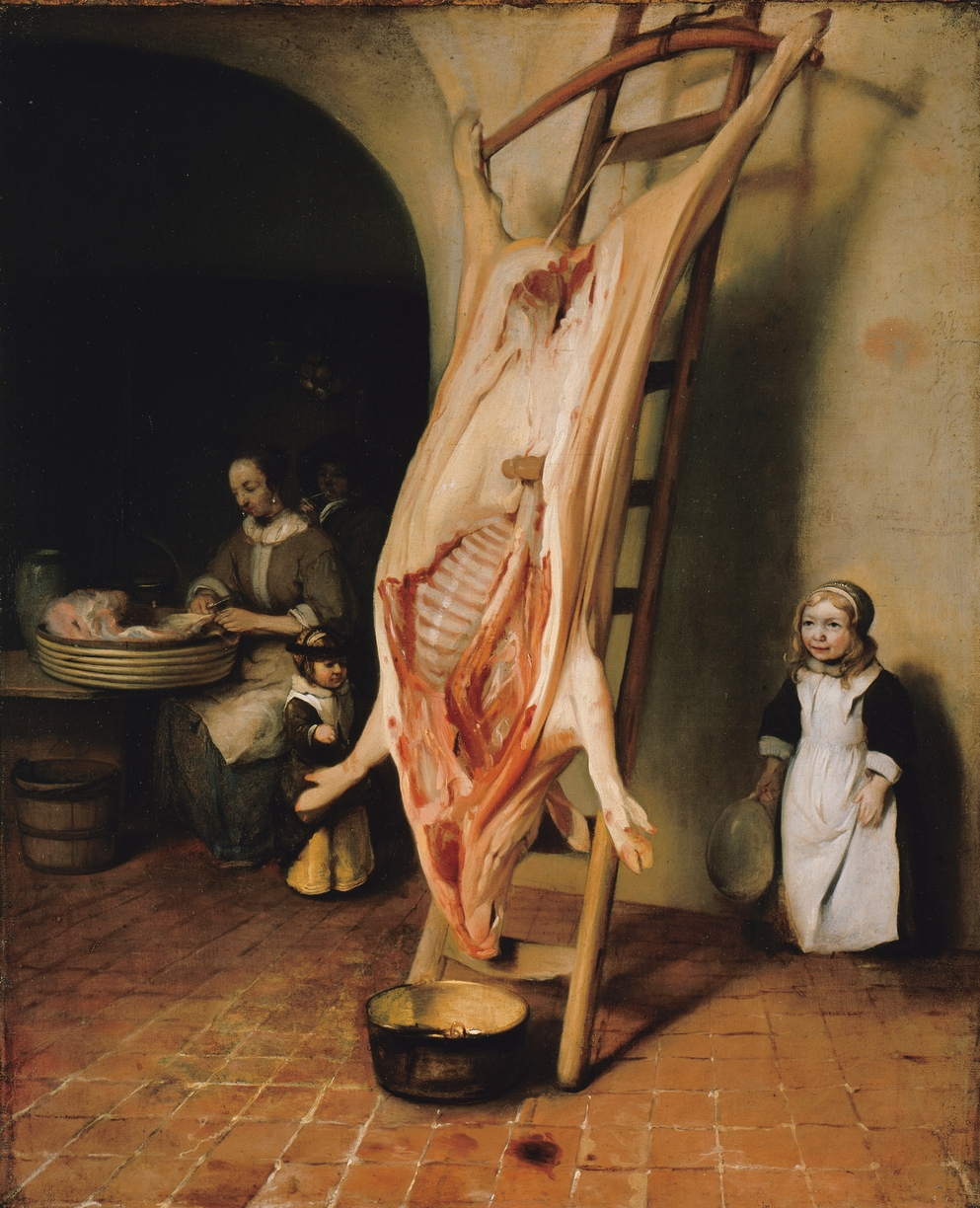
Barent Fabritius, Een geslacht varken, Gemäldegalerie, Berlijn
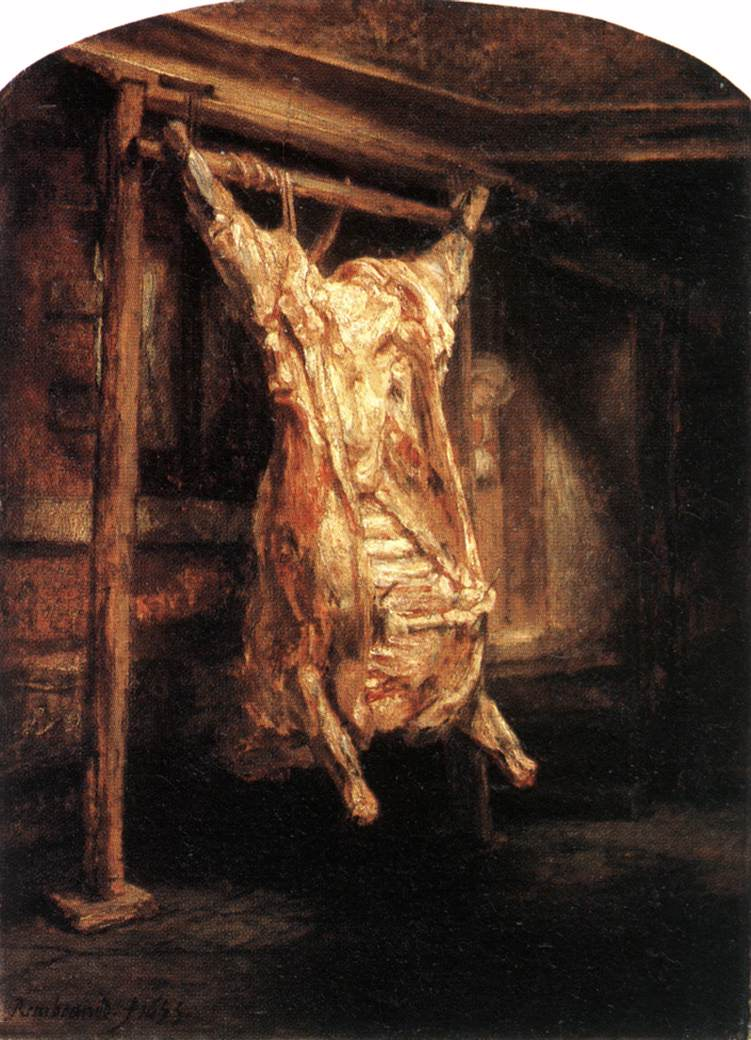
Rembrandt, Een geslachte os, 1655, Louvre, Parijs